# Jinju
Jinju ist eine Stadt im Westen der Provinz Gyeongsangnam-do in Südkorea. Sie liegt am Namgang. Im Norden liegen die Landkreise Sancheong, Uiryeong und Haman, im Osten Masan, im Süden der Landkreis Goseong und Sacheon und im Westen der Landkreis Hadong. In Jinju findet jedes Jahr im Oktober das bekannte Laternenfestival statt.

## Administrative Gliederung
Jinju ist in einen eup, 15 myeong und 21 dong unterteilt.

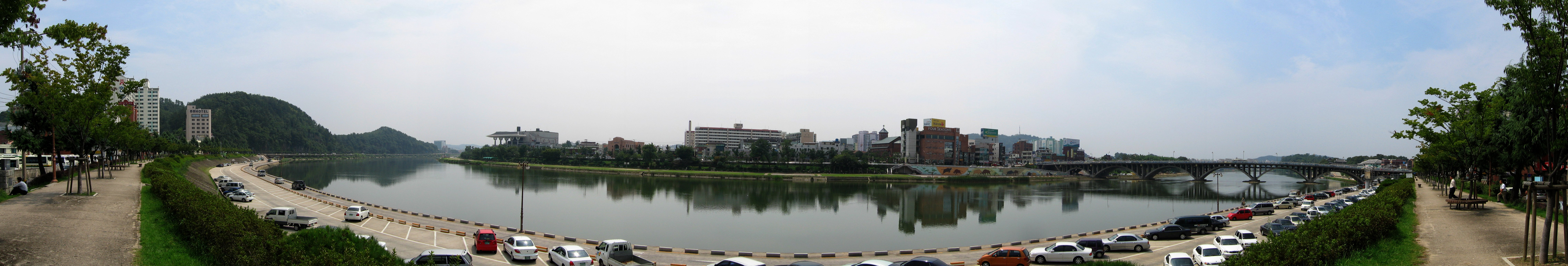
Blick über den Namgang in Jinju

- Munsan-eup (문산읍)

- Naedong-myeon (내동면)
- Jeongchon-myeong (정촌면)
- Geumgok-myeong (금곡면)
- Jinseong-myeong (진성면)
- Ilbanseong-myeong (일반성면)
- Ibanseong-myeong (이반성면)
- Sabong-myeong (사봉면)
- Jisu-myeong (지수면)
- Daegok-myeong (대곡면)
- Geumsan-myeong (금산면)
- Jibhyeon-myeong (집현면)
- Micheon-myeong (미천면)
- Myeongseok-myeong (명석면)
- Daepyeong-myeong (대평면)
- Sugok-myeong (수곡면)

- Manggyeong-dong (망경동)
- Gangnam-dong (강남동)
- Chiram-dong (칠암동)
- Seongji-dong (성지동)
- Jungan-dong (중앙동)
- Bongan-dong (봉안동)
- Sangbongdong-dong (상봉동동)
- Sangbongseo-dong (상봉서동)
- Bongsu-dong (봉수동)
- Okbong-dong (옥봉동)
- Sangdae 1-dong (상대1동)
- Sangdae 2-dong (상대2동)
- Hadae 1-dong (하대1동)
- Hadae 2-dong (하대2동)
- Sangpyeong-dong (상평동)
- Chojang-dong (초장동)
- Pyeonggeo-dong (평거동)
- Sinan-dong (신안동)
- Ihyeon-dong (이현동)
- Panmun-dong (판문동)
- Gaho-dong (가호동)

## Städtepartnerschaften
Jinju listet folgende acht Partnerstädte auf:
| Stadt      | Land                         | seit | Typ           |
| ---------- | ---------------------------- | ---- | ------------- |
| Andong     | Südkorea                     | 2004 |               |
| Asan       | Südkorea                     | 2004 |               |
| Eugene     | Oregon, Vereinigte Staaten   | 1961 | Sister city   |
| Gangnam-gu | Südkorea                     | 2005 |               |
| Kitami     | Hokkaidō, Japan              | 1985 | Sister city   |
| Kyōto      | Kinki, Japan                 | 1999 | Partner city  |
| Matsue     | Chūgoku, Japan               | 1999 | Friendly city |
| Omsk       | Sibirien, Russland           | 2007 | Friendly city |
| Suncheon   | Südkorea                     | 1998 |               |
| Winnipeg   | Manitoba, Kanada             | 1992 | Sister city   |
| Xi’an      | Shaanxi, Volksrepublik China | 2011 | Friendly city |
| Zhengzhou  | Henan, Volksrepublik China   | 2000 | Friendly city |

## Söhne und Töchter der Stadt
- Seund Ja Rhee (1918–2009), Malerin, Graveurin und Keramikerin
- Huh Su-kyung (1964–2018), Dichterin, Schriftstellerin und Archäologin
- Jung Yeondoo (* 1969), Fotograf
- Oh Yeon-seo (* 1987), Schauspielerin
- Go Ara (* 1990), Schauspielerin
- Kim Min-woo (* 1990), Fußballspieler
- Kim Ji-min (* 1993), Fußballspieler
- Yun Sung-bin (* 1994), Skeletonpilot
- Lee Keun-ho (* 1996), Fußballspieler
- Hwang Myung-hyun (* 2001), Fußballspieler